# AlphaTauri AT03
AlphaTauri AT03 byl vůz Formule 1 zkonstruovaný společností Scuderia AlphaTauri a závodící v  sezóně 2022. Vůz řídili Pierre Gasly a Júki Cunoda. AT03 byl třetím vozem postaveným a navrženým AlphaTauri a jejich první vůz postavený podle nových technických pravidel z roku 2022.

## Shrnutí sezóny
Vůz se ukázal jako konkurenceschopný, ale nestačil na to, aby se dostal ze středu pole. Gasly nasbíral 23 bodů a po skončení sezóny odešel do týmu Alpine. Cunoda prožil svou nejhorší sezónu a získal pouhých 12 bodů. Tým skončil na devátém místě v poháru konstruktérů – na stejné pozici jako v sezóně 2018 (pod názvem Toro Rosso), ale s více body.

## Kompletní výsledky ve Formuli 1
| Legenda k tabulce | Legenda k tabulce                                                                       |
| Barva             | Výsledek                                                                                |
| ----------------- | --------------------------------------------------------------------------------------- |
| Zlatá             | Vítěz                                                                                   |
| Stříbrná          | 2. místo                                                                                |
| Bronzová          | 3. místo                                                                                |
| Zelená            | Bodované umístění                                                                       |
| Modrá             | Nebodované umístění                                                                     |
| Modrá             | Dokončil neklasifikován (NC)                                                            |
| Fialová           | Odstoupil (Ret)                                                                         |
| Červená           | Nekvalifikoval se (DNQ)                                                                 |
| Červená           | Nepředkvalifikoval se (DNPQ)                                                            |
| Černá             | Diskvalifikován (DSQ)                                                                   |
| Bílá              | Nestartoval (DNS)                                                                       |
| Bílá              | Závod zrušen (C)                                                                        |
| Světle modrá      | Pouze trénoval (PO)                                                                     |
| Světle modrá      | Páteční testovací jezdec (TD)                                                           |
| Bez barvy         | Netrénoval (DNP)                                                                        |
| Bez barvy         | Vyřazen (EX)                                                                            |
| Bez barvy         | Nepřijel (DNA)                                                                          |
| Bez barvy         | Odvolal účast (WD)                                                                      |
| Bez barvy         | Nezúčastnil se (prázdné)                                                                |
| Označení          | Význam                                                                                  |
| Tučnost           | Pole position                                                                           |
| Kurzíva           | Nejrychlejší kolo                                                                       |
| †                 | Jezdec nedojel do cíle, ale byl klasifikován, protože odjel více než 90 % délky závodu. |
| ‡                 | Byl udělován poloviční počet bodů, protože bylo odjeto méně než 75 % délky závodu.      |
| Horní index       | Umístění bodujících jezdců ve sprintu                                                   |

| Rok    | Tým                 | Motor             | Pneumatiky | Jezdci       | 1   | 2   | 3   | 4   | 5   | 6   | 7   | 8   | 9   | 10  | 11  | 12  | 13  | 14  | 15  | 16  | 17  | 18  | 19  | 20  | 21  | 22  | Body | Umístění |
| ------ | ------------------- | ----------------- | ---------- | ------------ | --- | --- | --- | --- | --- | --- | --- | --- | --- | --- | --- | --- | --- | --- | --- | --- | --- | --- | --- | --- | --- | --- | ---- | -------- |
| 2022   | Scuderia AlphaTauri | Red Bull RBPTH001 | P          |              | BHR | SAU | AUS | EMI | MIA | ESP | MON | AZE | CAN | GBR | AUT | FRA | HUN | BEL | NED | ITA | SIN | JPN | USA | MXC | SAP | ABU | 35   | 9. místo |
| 2022   | Scuderia AlphaTauri | Red Bull RBPTH001 | P          | Pierre Gasly | Ret | 8   | 9   | 12  | Ret | 13  | 11  | 5   | 14  | Ret | 16  | 12  | 12  | 9   | 11  | 8   | 10  | 18  | 14  | 11  | 14  | 14  | 35   | 9. místo |
| 2022   | Scuderia AlphaTauri | Red Bull RBPTH001 | P          | Júki Cunoda  | 8   | DNS | 15  | 7   | 12  | 10  | 17  | 13  | Ret | 14  | 17  | Ret | 19  | 13  | Ret | 14  | Ret | 13  | 10  | Ret | 17  | 11  | 35   | 9. místo |
| Zdroj: |                     |                   |            |              |     |     |     |     |     |     |     |     |     |     |     |     |     |     |     |     |     |     |     |     |     |     |      |          |